# Великий Абанур
Великий Абану́р (рос. Большой Абанур, марій. Кугу Аванур) — присілок у складі Кілемарського району Марій Ел, Росія. Входить до складу Великокібеєвського сільського поселення.

## Населення
Населення — 130 осіб (2010; 158 у 2002).
Національний склад (станом на 2002 рік):
- марі — 91 %